# Igor Barrère
Pour les articles homonymes, voir Barrère.
Igor Barrère, pseudonyme d'Igor Harry Barère, né le 17 décembre 1931 à Paris et mort le 24 juin 2001 dans la même ville, est un docteur en médecine, journaliste et homme de télévision français. Il fait partie des principaux producteurs de la populaire émission de télévision d'actualités française Cinq colonnes à la une, diffusée du 9 janvier 1959 jusqu’au 3 mai 1968 sur la RTF Télévision puis sur la Première chaîne de l'ORTF.

## Biographie
Igor Barrère est d'abord l'assistant d'Orson Welles et de René Clair.
Il est l'un des journalistes de l'émission phare de la télévision française des années 1950-1960, Cinq colonnes à la une. Il se spécialise ensuite dans les émissions médicales qui font connaître aux Français les progrès de la médecine et de la chirurgie. Médicales, la première émission sur la santé de la RTF est en effet diffusée en 1956. Elle est créée par Igor Barrère en collaboration avec Pierre Desgraupes, Pierre Dumayet et Pierre Lazareff, également cofondateurs avec lui des fameuses Cinq colonnes à la une. Rebaptisée Médecine à la une puis Santé à la une, l'émission médicale alors coproduite par Étienne Lalou perdure jusqu'en 1984. De 1975 à 1984, une émission médicale trimestrielle est également diffusée sur Antenne 2 sous le titre Indications.
Igor Barrère produit un grand nombre d'émissions d'information, de débats, mais aussi de divertissement comme La Tête et les Jambes ou La Caméra invisible, d'abord pour la RTF, devenue par la suite l'ORTF, puis pour TF1. Il fournit également des émissions à La Cinquième et à TF1 comme Histoires naturelles, dont 314 émissions sont produites et réalisées avec Jean-Pierre Fleury entre 1982 et 2009.
Nommé au CSA en janvier 1989, il en démissionne en 1991 estimant que celui-ci n'a pas les moyens de mener à bien ses missions.
Igor Barrère est également journaliste au Point et auteur de plusieurs ouvrages.
Enfin, il soutient pendant de nombreuses années un réseau d'accès aux soins médicaux pour les personnes en situation de précarité situé à l'hôpital Necker, puis à l'Hopital Rotschild .
Marié en 1953, il est le père de la productrice de télévision Anne Barrère (née en 1954), épouse de l'ancien directeur de l'information de TF1 Robert Namias, et de Carole (née en 1957).
Igor Barrère meurt le 24 juin 2001 et est inhumé au cimetière parisien de Pantin (22e division).

## Distinctions

### Décoration
- Officier de la Légion d'honneur

### Prix
- Prix Médicus (1987)
- Prix Italia

## Publications
- Igor Barrère et Étienne Lalou, À quoi rêvent les enfants du monde, Delpire, 1963
- Igor Barrère et Jean-Marie Manus, Les Guetteurs du futur, Lattès
- Igor Barrère, En direct de la médecine.
- Igor Barrère et Étienne Lalou, Le Dossier confidentiel de l'euthanasie, Éditions du Seuil, 1975.
- Igor Barrère, Les pharmaciens parlent, Stock, 1976